# Osami Nagano
Pour les articles homonymes, voir Nagano (homonymie).
Osami Nagano (永野 修身, Nagano Osami), né le 15 juin 1880 et mort le 5 janvier 1947, est un amiral de la marine impériale japonaise, attaché naval à l'ambassade du Japon aux États-Unis.
Il participe à la Conférence navale de Washington de 1921-1922. Ministre de la Marine de 1936 à 1937,  il est également commandant-en-chef de la flotte combinée en 1937 puis chef de l'État-major de la marine impériale japonaise d'avril 1941 à février 1944 durant la Seconde Guerre mondiale. Il est l'un des partisans de la doctrine du Kantai Kessen. Il fait partie des 14 criminels de guerre de classe A vénérés au sanctuaire Yasukuni.

## Carrière

### Avant la Seconde guerre mondiale
Né à Kōchi dans une famille d'anciens samouraïs, Nagano est diplômé de la 28e promotion de l'académie navale impériale du Japon en 1900, classé 2e sur 105 cadets. En tant qu'aspirant, il sert durant la guerre russo-japonaise, principalement à des postes administratifs. Il se spécialise ensuite dans l'artillerie, servant sur le croiseur protégé Itukushima, de construction française, de la classe Matsushima. Il entre en 1909 à l'École de Guerre Navale du Japon. Promu capitaine de corvette en 1910, il sert comme chef artilleur sur le cuirassé pré-dreadnought Katori de la classe Kashima, puis exerce en 1911-1912, des fonctions à l'État-major. 
Il effectue un séjour aux États-Unis de 1913 à 1915 pour étudier à l'université Harvard. Il est ensuite commandant en second du croiseur Nisshin de la classe Kasuga, et du croiseur Iwate, durant la Première Guerre mondiale. Nommé capitaine de vaisseau en 1918, il reçoit le commandement du croiseur Hirado de la classe Chikuma. Il retourne ensuite aux États-Unis comme attaché naval de 1920 à 1923, et fait partie de la délégation japonaise à la conférence de Washington en 1921-1922. Promu contre-amiral en 1924, il rejoint l'État-major de la marine impériale japonaise comme chef du 3e Bureau (Renseignement), puis commande la 3e escadre de cuirassés, la 1re flotte expéditionnaire en 1925, puis la flotte d'entrainement en 1927. Promu vice-amiral en 1927, il est nommé en 1928 directeur de l'Académie navale d'Etajima, puis il rejoint l'État-Major de la marine, dont il devient le Vice-Chef. Il est le plénipotentiaire japonais lors de la première conférence de Londres, puis devient, en 1933, commandant-en-chef du district naval de Yokosuka. Promu amiral en 1934, il est le plénipotentiaire japonais à la conférence navale de Londres de 1935-1936, au cours de laquelle l'empire du Japon annonce son retrait de tous les traités de désarmement naval, devant le refus des États-Unis et du Royaume-Uni de lui accorder la parité en matière de forces navales.  
Il est nommé ministre de la Marine en mars 1936 dans le gouvernement de Kōki Hirota. De février à décembre 1937, il est commandant-en-chef de la 1re flotte (les cuirassés) et de la Flotte Combinée. Nommé conseiller naval fin 1937, il est poussé vers une semi-retraite. Il rejoint le haut-comité technique en 1939, et en devient président à la mi-février 1941. En avril 1941, il devient Chef de l'État-Major de la marine, alors qu'il est le doyen des officiers de marine en activité.
Osami Nagano est une personnalité complexe. Il soutient la politique d'expansion japonaise en Asie du Sud-Est, mais en fin connaisseur des États-Unis, il pense qu'il ne faut pas aller jusqu'à une guerre totale, soutenant la politique japonaise vis-vis de l'Indochine française tout en en connaissant bien les risques. C'est un des chefs de la « faction de la flotte », et son rôle lors de la conférence de Londres en 1936 est sans ambiguïtés. Il a cependant favorisé la carrière d'hommes comme Isoroku Yamamoto, ou Shigeyoshi Inoue, qui défendent ouvertement des positions opposées.

### Seconde Guerre mondiale

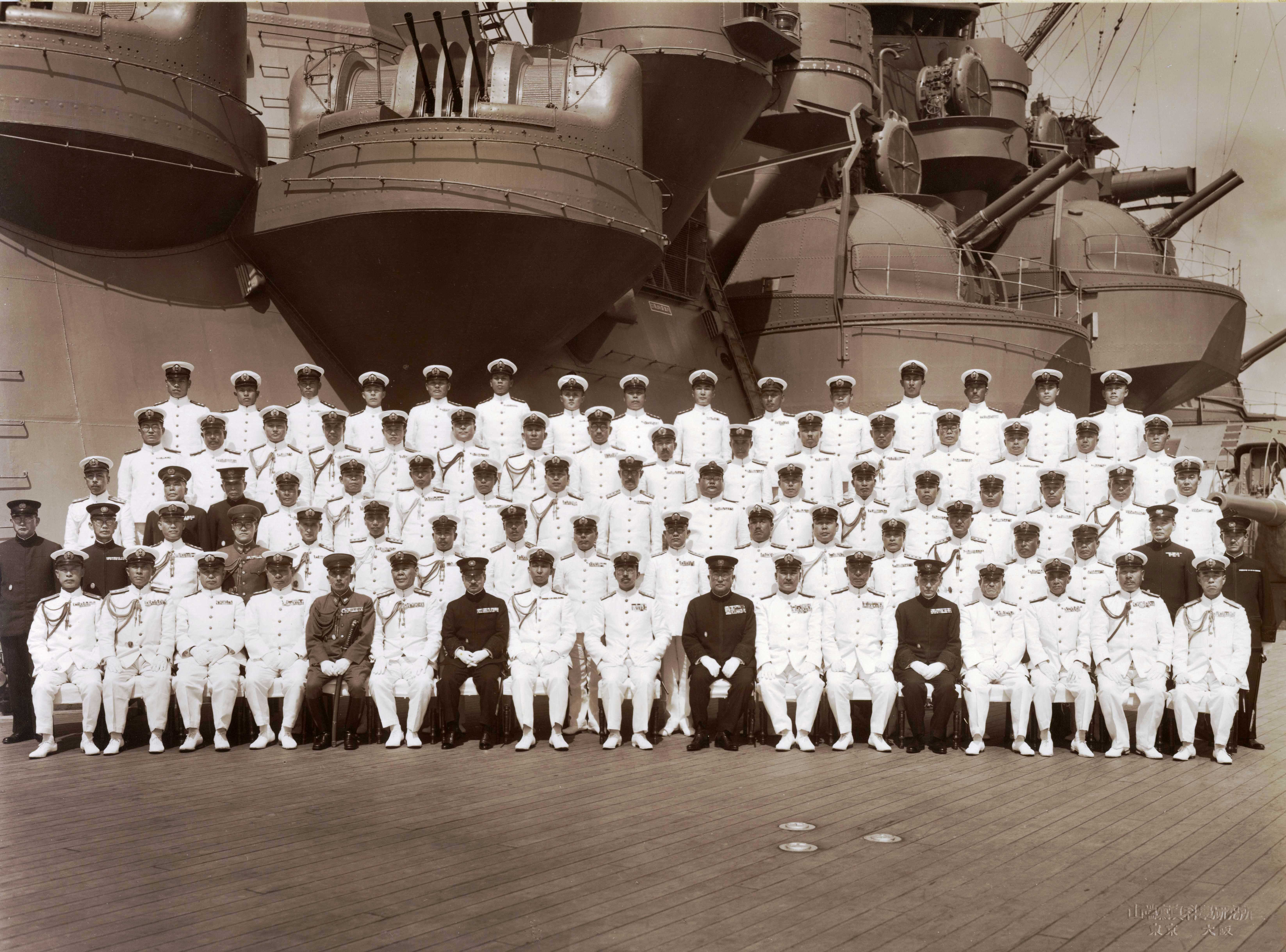
À bord du cuirassé Musashi, le 24 juin 1943, l'empereur Hirohito est au centre du premier rang. L'amiral de la Flotte Nagano est au premier rang, sixième à partir de la gauche.

Administrateur plus que chef de guerre, il n'est initialement pas partisan de l'entrée en guerre contre les États-Unis, estimant que l'isolationnisme du gouvernement américain l'empêchera de rejoindre le conflit si les attaques se limitent aux colonies asiatiques des pays européens. Il finit néanmoins par céder aux membres les plus bellicistes des forces armées.
Ainsi, en tant que membre du quartier-général impérial, il est reçu à maintes reprises par l'empereur Hirohito auquel il explique en détail, le 3 novembre 1941, la version finale du plan d'attaque de Pearl Harbor. Il tente de plus de le convaincre de la nécessité d'une attaque contre la marine américaine, notamment le 30 novembre, alors qu'il est convoqué par l'empereur avec le ministre de la Marine, l'amiral Shimada, pour discuter de l'argument du prince Nobuhito Takamatsu quant au fait que la marine impériale ne puisse tenir plus de deux ans contre les États-Unis.
En juin 1943, il est promu amiral de la flotte. En février 1944, les forces japonaises perdent le contrôle de l'archipel des îles Salomons, et ne parviennent pas à contenir les Américains, commandés par le général MacArthur, en Nouvelle-Guinée, tandis que se rapprochent les attaques de la flotte américaine dans le centre du Pacifique (libération des îles Gilbert, bombardement de Truk dans les îles Carolines). Tout ceci amène le Premier ministre Hideki Tōjō à relever de leur commandement les chefs de l'État-Major de l'armée et de la marine. L'amiral de la flotte Nagano est remplacé par le ministre de la marine, l'amiral Shimada. Osami Nagano reste cependant au poste de conseiller naval jusqu'à la fin du conflit. Arrêté et inculpé de crimes de guerre, il se montre très coopératif avec les autorités d'occupation alliées. Il meurt à la prison de Sugamo d'un infarctus avant la fin de son procès devant le tribunal militaire international pour l'Extrême-Orient.